# Benoni Beheyt
Benoni Beheyt (Zwijnaarde, 27 de septiembre de 1940) fue un ciclista belga, que fue profesional entre 1962 y 1968. Destacan como victorias más importantes el Campeonato del Mundo de Ciclismo en ruta de 1963 y una de las etapas del Tour de Francia 1964. Su nieto Guillaume Van Keirsbulck es también ciclista profesional.

## Palmarés
1962
- 1 etapa del Tour del Norte
- Halle-Ingooigem
- 1 etapa del Tour de Picardie

1963
- Campeonato Mundial en Ruta
- Gante-Wevelgem
- Gran Premio de Fourmies
- Tour de Valonia

1964
- 2 etapas del Tour du Sud-Est
- Vuelta a Bélgica
- 1 etapa en el Tour de Francia

## Resultados

### Grandes Vueltas
| Carrera         | 1962 | 1963 | 1964 | 1965 | 1966 | 1967 | 1948 | 1969 |
| --------------- | ---- | ---- | ---- | ---- | ---- | ---- | ---- | ---- |
| Giro de Italia  | —    | —    | —    | —    | —    | —    | —    | —    |
| Tour de Francia | —    | 49.º | 49.º | 47.º | —    | —    | —    | —    |
| Vuelta a España | —    | —    | —    | —    | —    | —    | —    | —    |

### Clásicas, Campeonatos y JJ. OO.
| Carrera                | Carrera                | 1960 | 1961 | 1962 | 1963 | 1964 | 1965 | 1966 | 1967 | 1968 |
| ---------------------- | ---------------------- | ---- | ---- | ---- | ---- | ---- | ---- | ---- | ---- | ---- |
| Omloop Het Nieuwsblad  | Omloop Het Nieuwsblad  | —    | —    | —    | —    | 26.º | 35.º | 46.º | 43.º | 43.º |
| Kuurne-Bruselas-Kuurne | Kuurne-Bruselas-Kuurne | —    | —    | —    | —    | 19.º | 11.º | 19.º | —    | —    |
|                        | Milan San Remo         | —    | —    | 36.º | 29.º | 15.º | —    | —    | —    | —    |
| E3 Harelbeke           | E3 Harelbeke           | —    | —    | 15.º | —    | —    | —    | —    | —    | —    |
| Gante-Wevelgem         | Gante-Wevelgem         | —    | —    | 27.º | 1.º  | 4.º  | 11.º | —    | —    | —    |
|                        | Tour de Flandes        | —    | —    | —    | 14.º | 2.º  | —    | 49.º | —    | —    |
|                        | París-Roubaix          | —    | —    | 74.º | 13.º | 2.º  | 14.º | —    | —    | —    |
| Flecha Brabanzona      | Flecha Brabanzona      | —    | —    | 10.º | 5.º  | 5.º  | —    | —    | —    | —    |
| Flecha Valona          | Flecha Valona          | —    | —    | —    | —    | —    | 12.º | —    | —    | —    |
|                        | Lieja-Bastoña-Lieja    | —    | —    | —    | —    | —    | 16.º | —    | —    | —    |
| París-Tours            | París-Tours            | —    | —    | 3.º  | —    | 4.º  | —    | —    | —    | —    |
| JJ.OO. (Ruta)          | JJ.OO. (Ruta)          | 7.º  | —    | —    | —    | —    | —    | —    | —    | —    |
| Mundial en Ruta        | Mundial en Ruta        | —    | —    | —    | 1.º  | 11.º | —    | —    | —    | —    |
| Bélgica en Ruta        | Bélgica en Ruta        | —    | —    | 5.º  | 5.º  | 4.º  | 11.º | —    | —    | —    |